# Taalstrijd in de Voerstreek

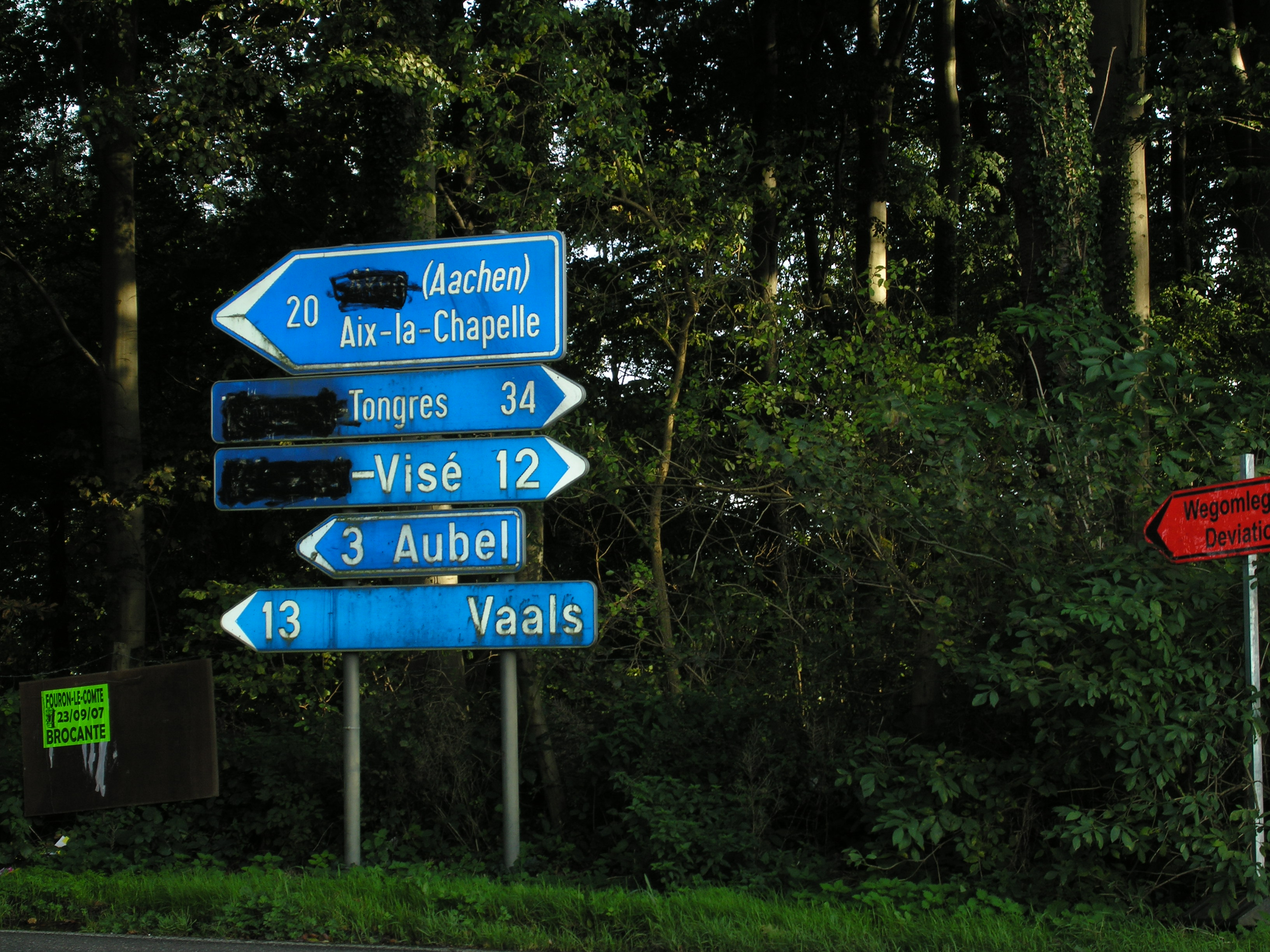
Dit soort vandalisme is typerend voor de taalstrijd: plaatsaanduidingen in de niet gewenste taal (in dit geval het Nederlands) worden onleesbaar gemaakt.

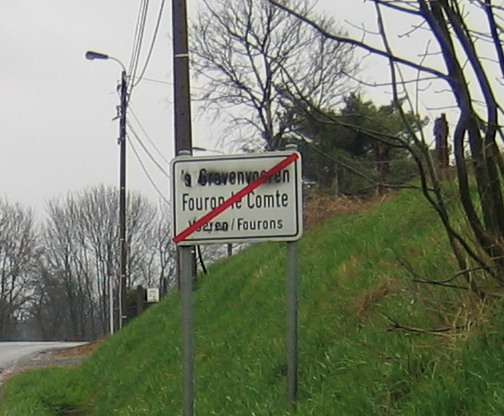
Taalstrijd in 's-Gravenvoeren

In de Belgische Voerstreek woedde met name in de jaren zestig, zeventig en tachtig van de twintigste eeuw een taalstrijd. De zes dorpen langs de riviertjes de Voer en de Gulp werden in die jaren onderwerp van politiek verhitte taaldebatten. De overheveling van de streek van de Waalse provincie Luik naar de Vlaamse provincie Limburg bij de vastlegging van de taalgrens in 1963 resulteerde in politiek gekrakeel dat in de jaren 1980 geregeld een nationale dimensie kreeg en in 1987 tot de val van de federale regering leidde.
De dorpen in de Voerstreek zijn sinds 1963 wettelijk Nederlandstalig met faciliteiten voor Franstaligen. De plaatselijke bevolking sprak in de vier westelijke dorpen (Moelingen, 's-Gravenvoeren, Sint-Martens-Voeren en Sint-Pieters-Voeren) oorspronkelijk Voerens, een Limburgs dialect en in de twee oostelijke dorpen in het Gulpdal (Teuven en Remersdaal) Platdiets. Vanwege de ligging op de grens van het Nederlandse, Duitse en Franse taalgebied beheerst de bevolking vaak zowel Nederlands, Frans als Duits.

## Achtergrond

### Talentellingen
Bij de eerste talentelling in 1846 was de Voerstreek vrijwel volledig Nederlandstalig: in vier van de zes dorpen gaf ongeveer 95% van de bevolking aan Nederlands te spreken en alleen in Moelingen was er een grote Franstalige minderheid (40%). Remersdaal hoorde op dat moment nog bij de gemeente Homburg, waar 90% aangaf Nederlands te spreken (tegenover 8% Frans en 2% Duits). Remersdaal werd in 1851 een onafhankelijke gemeente, mede omdat de kerktaal in Homburg Duits en in Remersdaal Nederlands was.
Bij de talentelling van 1930 had het Frans weliswaar aan terrein gewonnen, maar nog steeds was er overal een Nederlandstalige meerderheid, die uiteenliep van 73% in Moelingen tot 91% in Teuven. Zeventien jaar later, bij de omstreden talentelling van 1947, waarvan bekend is dat de resultaten op verschillende plaatsen gemanipuleerd werden, bleek plotseling in vijf van de zes dorpen sprake van een Franstalige meerderheid.
| Gemeente            | Telling 1846 | Telling 1846 | Telling 1930 | Telling 1930 | Telling 1947 | Telling 1947 |
| ------------------- | ------------ | ------------ | ------------ | ------------ | ------------ | ------------ |
|                     | NL           | FR           | NL           | FR           | NL           | FR           |
| Moelingen           | 317 59%      | 219 41%      | 469 73%      | 177 27%      | 182 27%      | 487 73%      |
| 's-Gravenvoeren     | 1.320 94%    | 79 6%        | 922 75%      | 307 25%      | 521 44%      | 672 56%      |
| Sint-Martens-Voeren | 1.120 96%    | 42 4%        | 805 90%      | 88 10%       | 480 58%      | 348 42%      |
| Sint-Pieters-Voeren | 467 96%      | 19 4%        | 249 87%      | 38 13%       | 163 50%      | 164 50%      |
| Teuven              | 512 95%      | 28 5%        | 538 91%      | 54 9%        | 283 47%      | 324 53%      |
| Remersdaal          | ±92%         | ±8%          | 316 76%      | 102 24%      | 92 24%       | 294 76%      |
| Voerstreek          | ± 91%        | ± 9%         | 3.299 81%    | 766 19%      | 1.721 43%    | 2.289 57%    |

Opmerkelijk is dat de Limburgse dialecten in de Voerstreek van de Nederlandstalig-gezinden de laatste 50 jaar steeds meer (verbasterde) Nederlandse of Vlaamse woorden in zich hebben opgenomen, terwijl het Limburgs van de Franstalig-gezinden steeds meer (verbasterde) Franse woorden in zich heeft.
Zie Resultaten van de talentelling per faciliteitengemeente
Aan de uitkomsten van de talentellingen moet geen absolute waarde worden gehecht. In de oostelijke buurgemeenten van Voeren (Sippenaeken, Gemmenich, Montzen, Moresnet en het al genoemde Homburg) valt op dat men grote moeite had zich in te delen in een van de standaardtalen, waardoor bij opeenvolgende tellingen steeds weer andere uitkomsten zichtbaar zijn, hoewel de gehele bevolking hetzelfde plaatselijke dialect is blijven spreken. De talentellingen zeggen daardoor soms meer over taalvoorkeur, door sociaal prestige en politieke druk gemotiveerd, dan over de daadwerkelijk gesproken taal. Overigens kan de voorkeur voor een bepaalde taal in enkele generaties leiden tot de overgang naar die taal, vooral als de voorkeur vertaald wordt in een keuze voor onderwijs in die taal. In de genoemde oostelijke buurgemeenten van Voeren is dat proces gaande en spreekt de jongere generatie voornamelijk nog het Frans dat hun op school is geleerd. Als tweede taal wordt steeds meer voor het Duits dan voor het Nederlands gekozen.

### Verfransing
Voor de officiële vaststelling van de taalgrens (1963) hoorde de Voerstreek bij de overwegend Waalse (Franstalige) provincie Luik. Deze provincie is in de Franse tijd (1795) gevormd als het departement Ourthe, waarin ook werden opgenomen delen van het voorheen met het hertogdom Brabant verbonden land van Dalhem die overwegend Diets (Nederlandstalig) waren, alsmede het gehele oude hertogdom Limburg, waarvoor hetzelfde gold. Bovendien kwamen er ook Duitstalige (Ripuarisch en Moezelfrankisch sprekende) plaatsen in het oosten bij als Eupen en Sankt Vith; het was dus geen volledig Waalse provincie.
De verfransing in het noorden van de provincie Luik werd sinds de onafhankelijkheid van België in 1830 steeds sterker. Dit proces had te maken met de groeiende invloed vanuit het geïndustrialiseerde Luik en de toenemende mobiliteit naar de rest van België. Mede als reactie op gebeurtenissen tijdens en na de Eerste en de Tweede Wereldoorlog werd dit proces nog versterkt. De verfransingsdruk had echter bij het in werking treden van de Belgische taalwetgeving van 1963 nog steeds geen definitieve stempel gedrukt op het noorden van de provincie Luik.
Toen de Zuidelijke Nederlanden achtereenvolgens onder Spaans, Oostenrijks en Frans gezag stonden moest men Frans kennen om hogerop te komen. De taal van de adel in Vlaanderen was, zoals in heel Europa, Frans. De taal van de hogere sociale kringen in Vlaanderen was eeuwenlang overwegend Frans. Hoewel het Nederlands steeds de meest gesproken taal in België is geweest, werd de eerste Nederlandstalige rede in het Belgische parlement pas in 1869 gevoerd onder luid gelach en gejoel. Een eeuw later waren de verhoudingen tussen beide categorieën taalgebruikers weliswaar formeel en statutair gewijzigd, maar daarmee was de gelijkberechtiging van het Nederlands nog niet overal en altijd een natuurlijk gegeven, met name niet in bepaalde gebieden bij de taalgrens en rond Brussel.

### Bestuurlijke indeling door de Fransen

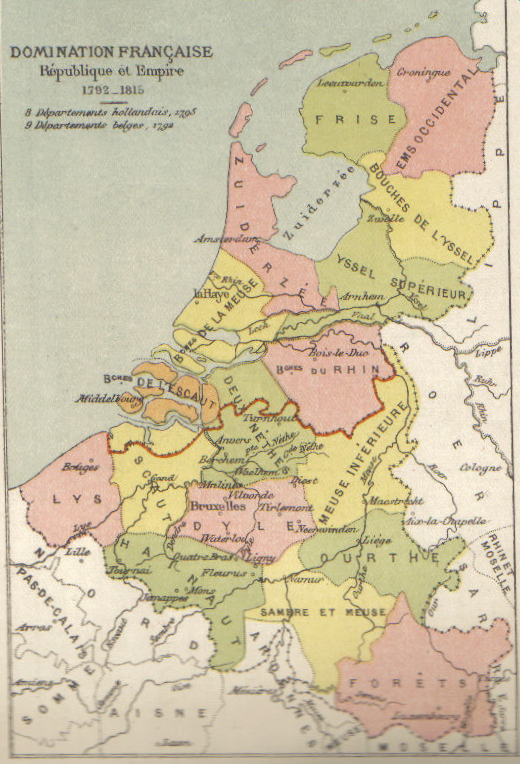
Bestuurlijke indeling van de Nederlanden door de Fransen (1792-1815)

In de periode van de Oostenrijkse Nederlanden was het tweetalige, maar voor 3/5 Limburgs sprekende oude Hertogdom Limburg nog geheel intact, inclusief het Graafschap Dalhem. Het waren de Franse bezetters die in 1794 de grens bepaalden waarmee het grootste deel van het land van Dalhem en het hertogdom Limburg werd ingedeeld bij het departement Ourthe, de latere provincie Luik. Enkel de oude Dalhemse dorpen Mheer, Noorbeek, Oost en Cadier brachten zij onder bij het departement Nedermaas, dat de basis zou vormen voor de latere provincies Belgisch- en Nederlands-Limburg. De Franse tijd heeft welgeteld twintig jaar geduurd, maar zij heeft de staatkundige vorm van de beide provincies Limburg en die van Luik vrijwel volledig bepaald. Het was in deze tijd dat de Voerstreek bij de latere provincie Luik kwam. In feite brachten de Fransen zo ook de scheiding aan tussen de Overmase gebieden Voerstreek, Platdietse streek en het huidige kanton Eupen enerzijds, en de rest van de Limburgse gewesten anderzijds.
De Franse revolutionaire veroveraars wilden een logische en overzichtelijke bestuurlijke administratie en maakten zo veel mogelijk komaf met het ancien régime, haar instellingen, indelingen en grenzen. Een departement moest voldoende omvang hebben en naar een aardrijkskundig gegeven worden genoemd, bij voorkeur een rivier, om elke herinnering aan een hertogdom, graafschap of heerlijkheid te vermijden. Dit hadden ze eerder ook in Frankrijk zo gedaan.
De lokale taal speelde bij de herindeling in departementen geen rol, omdat de bestuurstaal in de Nederlanden, zoals in grote delen van Europa al eeuwenlang het Frans was. De bevolking in de Voerstreek sprak een Limburgs dialect en de plaatselijke notabelen beheersten meestal tevens het Frans.
Koning Willem I der Nederlanden heerste als een absoluut monarch over zijn nieuwe koninkrijk. De universiteiten in Vlaanderen en Brabant werden onder zijn bewind Nederlandstalig, tegen de zin van verfranste burgerij. De nieuwe koning wilde als verlicht despoot enkele hervormingen uit de Franse Tijd handhaven: een gecentraliseerd bestuur met een hofcultuur, waarin functies voor gunstelingen als hoffunctionaris, investeren in industrie en infrastructuur. De taal van het hof was het Frans, de wetgeving werd in het Frans en het Nederlands afgekondigd.
Na de nederlaag en de verdrijving van de Fransen in 1815 liet Willem de door de Fransen geschapen departementale structuur intact, maar gaf er nieuwe namen aan. Zo ontstonden de provincies Limburg en Luik. Willem voerde de titel van hertog van Limburg. Ook het oude hertogdom Luxemburg werd op het Congres van Wenen in 1815 voor hem weer uit de mottenballen gehaald: het Congres verhief Luxemburg tot groothertogdom.

### Weerstand tegen de verfransing
Het landelijke noorden van de provincie Luik, waaronder ook de Voerdorpen, werd vanaf de industrialisatie steeds meer economisch afhankelijk van het industriegebied rond de stad Luik. Bewoners waren voor hun opleiding na de lagere school meestal aangewezen op instituten waar het Frans de standaard-voertaal was. In het dagelijks leven werd het dialect gebruikt, de overheid gebruikte Frans en in de kerk en de lagere scholen bleef het meestal Nederlands of Duits. Invloedrijke bewoners als pastoor Hendrik Veltmans (1866-1954) van Sint-Martens-Voeren betoogden echter dat Voeren cultureel Vlaams was en deden actieve pogingen om Voeren bij Vlaanderen te krijgen.
Bij de eerste talentelling in 1846 was de Voerstreek nog haast volledig Nederlandstalig (zie boven), alleen in Moelingen was er een grote Franstalige minderheid (40%). Bij de talentelling van 1930 had het Frans weliswaar terrein gewonnen, maar nog steeds was er overal een grote Nederlandstalige meerderheid, variërend van 73% in Moelingen tot 91% in Teuven. Hierop volgden administratieve veranderingen ten gunste van het Nederlands. De taalstrijd was begonnen.
Zeventien jaar later, bij de omstreden talentelling van 1947, waarvan bekend is dat de resultaten op verschillende plaatsen gemanipuleerd werden, bleek plotseling in vijf van de zes dorpen sprake van een Franstalige meerderheid. Er werd besloten om Voeren net als Brussel tweetalig te maken, met het Frans als de overwegende taal. Aan deze resultaten werd echter weinig waarde gehecht door de deskundigen die in opdracht van de Belgische regering advies moesten uitbrengen over de definitieve vastlegging van de taalgrens. Het Centrum Harmel had in de jaren vijftig de opdracht een oplossing aan te reiken voor de bestaande taalproblemen. De oplossing was de taalgrens eens en voor altijd vast te stellen. Men adviseerde één scherpe taalgrens zonder overgangsgebieden, omdat men toen al inzag dat juist tweetalige overgangsgebieden voor problemen zouden blijven zorgen. Het Centrum adviseerde dat de zes gemeenten in de Voerstreek Nederlandstalig zouden blijven, maar wel met een speciaal taalregime, dat in overleg met de gemeentebesturen nog verder uitgewerkt moest worden.

### Uitruil met Luik en Henegouwen

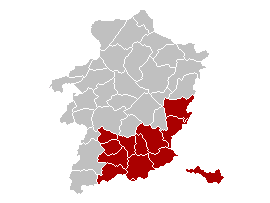
Arrondissement Tongeren met de exclave Voeren (rechts)

In 1963 kwam de Voerstreek bij de Vlaamse provincie Limburg. Van de bestaande Belgische provincie Limburg werden tegelijkertijd een groter aantal overwegend Franstalige plaatsen naar de provincie Luik overgeheveld: Korsworm (Corswarem), Wouteringen (Otrange), Rukkelingen-aan-de-Jeker (Roclenge-sur-Geer), Bitsingen (Bassenge), Wonk (Wonck), Eben-Emael en Ternaaien (Lanaye).

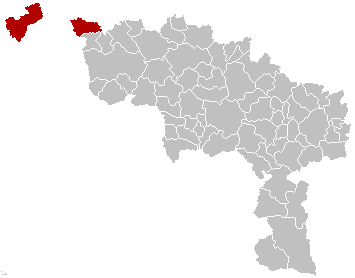
Arrondissement Moeskroen met de exclave Komen-Waasten (links)

Er ligt bovendien een parallellie met de overheveling van Komen en Waasten. Tegelijkertijd met de provinciale grenscorrecties tussen Limburg en Luik werden aan het westelijke eind van de taalgrens enkele merendeels Franstalige stukken Vlaanderen overgeheveld naar de Waalse provincie Henegouwen, namelijk Komen (met Waasten, Ploegsteert en Houthem) en Moeskroen (met Dottenijs, Lowingen en Herzeeuw.  Hoewel er was  beslist dat de provinciegrenzen de taalgrenzen moesten vormen was men in het ontwerp van minister Gilson niet van plan om de gemeenten Komen-Waasten, Moeskroen en de Voerstreek naar een andere provincie over te dragen. Op voorstel van de Waalse socialistische politicus Paul Gruselin werden de zes dorpen in de Voerstreek overgedragen van de provincie Luik naar de provincie Limburg in ruil voor de overdracht van de West-Vlaamse gemeenten Komen-Waasten en Moeskroen aan de provincie Henegouwen. Daarom is een vergelijking met de Voerstreek zinvol. Het ging in Komen en Waasten om vele tienduizenden Nederlands- en tweetaligen, die nu volstrekt geminoriseerd zijn. Anders dan in de Voerstreek heeft deze overheveling tot weinig commotie geleid. In Komen-Waasten is de bevolking nog steeds erg op het omliggende West-Vlaanderen en op Frankrijk georiënteerd, eerder dan op Henegouwen, waar deze gemeente nu bij ingedeeld is. Hetzelfde geldt voor de Voerstreek die zeer op de stad Luik georiënteerd is en niet op Limburg.

### Van verfransing naar vernederlandsing
In de Voerstreek was het Nederlands vanouds de kerk- en schooltaal, ook in Remersdaal. Op taalkundige gronden - en daar gaat het om bij het vastleggen van een taalgrens - zou de keus ook niet tussen Nederlands en Frans hebben moeten zijn, maar tussen Nederlands en Duits. De dialecten van Voeren zijn immers ontegensprekelijk Germaans en niet Romaans. Met het vastleggen van de taalgrens werd Voeren overgeheveld van de provincie Luik naar de provincie Limburg waarmee de door de Fransgezinden gevreesde vernederlandsing begon.
In de Platdietse streek was de kerk- en schooltaal van oudsher Duits, maar schakelde men na de Eerste Wereldoorlog om vaderlandslievende redenen over op het Frans, of liever vanwege anti-Duitse sentimenten. Men sprak er echter nog steeds een Germaans (Nederlands / Limburgs / Platdiets / Duits) dialect. De indeling bij het Franse taalgebied in 1963 was dus een puur politieke keuze, niet gebaseerd op de werkelijke taalsituatie. Dat de bevolking in beide gevallen naast het eigen dialect vaak ook nog andere talen uit de regio sprak (Nederlands, Duits, Frans), doet niets af aan het feit dat dit dialect de eigen taal van de bevolking was. Een indeling bij de Oostkantons ware dan ook niet onlogisch geweest.
Voor 1963 hadden zich in de Voerstreek Luikenaars en Limburgers gevestigd die later vaak een belangrijke rol speelden in de taalstrijd. Voorts was er sedert enige eeuwen tot voor enkele decennia in België een Franstalig of in het Vlaamse landsdeel een tweetalig continuüm tussen de overheid en de sociale bovenlaag, de bestuurlijke, economische en financiële elite, de kerk, het leger en de rechtspraak, die in Vlaanderen en Brussel de verfransing op gang hielp en afdwong. De gewone man was uiteraard een speelbal van deze machten. In de Voerstreek was het in principe niet anders. De verfransing kan daarom vanaf de achttiende en zeker de negentiende eeuw in het algemeen niet beschouwd worden als een natuurlijk proces, maar als opgedrongen, gedirigeerd en deels gemanipuleerd. Na de taalwetten van 1963 met de overheveling naar de provincie Limburg begon de geleidelijke vernederlandsing van de Voerstreek. Nederlandstalig provinciaal onderwijs, bibliotheken, culturele centra en de daarmee gepaard gaande huisvesting van geschoold personeel brachten een geleidelijke vernederlandsing teweeg. Deze ontwikkeling werd versterkt door het inwijken van Nederlanders op zoek naar een goedkopere woning in België en Franstalige jongeren die om dezelfde reden een huis gingen zoeken in Wallonië.
Van alle Voerdorpen blijkt er (anno 2012) nog maar één dorp te zijn dat nog een Franstalige meerderheid kent, en dat is Remersdaal. Deze Franstaligheid is voornamelijk gestoeld op acceptatie van de plaatselijke bevolking van het Frans als cultuurtaal boven het Nederlands. Het dialect dat er gesproken wordt behoort tot een Limburgs dialect met veel Ripuarische en Franstalige invloeden. Zelf noemt men het Platdiets (Platduutsj of Plat).

## Taalafkomst Onderwijsvolgenden in Voeren
De gemeente Voeren beschikt over de volgende gegevens voor wat betreft het gevolgde onderwijs in Voeren in 2011. Het gaat hieronder om aantallen en percentages van in Voeren woonachtige onderwijsvolgenden die van huis uit ofwel Nederlands- of anderstalig (hier voor gemak Franstalig genoemd) zijn:
| Type onderwijs      | 2011    | 2011    |
| ------------------- | ------- | ------- |
|                     | NL      | FR      |
| Kleuteronderwijs    | 80 76%  | 26 24%  |
| Lager onderwijs     | 116 77% | 34 23%  |
| Secundair onderwijs | 133 83% | 27 17%  |
| Eerstegraads        | 36 84%  | 7 16%   |
| ASO                 | 42 87%  | 6 13%   |
| TSO                 | 28 80%  | 7 20%   |
| KSO                 | 1 100%  | 0 0%    |
| BSO                 | 26 79%  | 7 21%   |
| TOTAAL              | 462 80% | 114 20% |

## Taalkwestie vanaf 1962

### Eerste fase: 1962-1979
Bij het vastleggen van de taalgrens in 1962 worden de gemeenten in de Voerstreek op basis van het principe 'volkstaal = standaardtaal' bij het Nederlands taalgebied ingedeeld. De Limburgse volkstaal geldt hierbij als Nederlands dialect. Net als in veel andere taalgrens-gemeenten worden er wel taalfaciliteiten ingesteld, als tegemoetkoming aan de anderstalige minderheid, in Voeren de bij de talentellingen geregistreerde Franstaligen.
De Belgische politiek kiest er bij de vastlegging van de taalgrens om praktische redenen voor taalhomogene provincies te vormen en anderstalige gemeenten over te hevelen naar een buurprovincie waar dezelfde taal gesproken wordt. Een gevolg hiervan is, dat Voeren verhuist van de provincie Luik naar de provincie Limburg. Een meerderheid van de Voerense bevolking voelt zich echter cultuurhistorisch en economisch vooral verbonden met de rest van de Overmaas en een deel van het Land van Herve. Hier worden gelijkaardige dialecten gesproken, maar is de kerk- en schooltaal Frans of Duits en niet Nederlands, zoals in Voeren. Slechts enkelingen hebben daadwerkelijk een band met veel verder gelegen plaatsen als Tongeren of Hasselt in Limburg. Er ontstaat dan ook verzet tegen de overheveling naar Limburg en er vormt zich een Luiksgezinde groep, die ijvert voor behoud van het gebied bij de provincie Luik. Tegelijkertijd vormt zich ook een Vlaamsgezinde groep, die de overheveling naar Limburg steunt. De Luiksgezinde groep lijkt vlak voor de zomer van 1962 een overwinning te behalen, als de Senaat het wetsvoorstel om de Voerstreek bij Limburg te voegen verwerpt, evenals het voorstel om het bij Luik te laten overigens. Veel tot dan neutrale Voerenaars sluiten zich deze zomer aan bij de vermeende overwinnaars van het Luiksgezinde kamp, dat daardoor de meerderheid verwerft in de dorpsgemeenschappen. Groot is dan ook de verontwaardiging als na het zomerreces alsnog besloten wordt tot overheveling naar Limburg per 1 september 1963.
Het is derhalve niet de indeling van de Voerstreek bij het Nederlands taalgebied, maar juist het politieke gevolg daarvan - de overheveling naar Limburg - dat de aanleiding vormt voor de tegenstellingen in de Voerense gemeenschap. De latere taalstrijd vloeit vooral voort uit de politieke keuze voor het Luiksgezinde kamp met Frans dan wel het Vlaamsgezinde kamp met Nederlands als voorkeurtaal. Onderling blijft men Voerens dialect spreken en beheerst men doorgaans zowel Frans als Nederlands en Duits. Tekenend hiervoor is, dat Luiksgezinden die uit protest tegen de overheveling niet langer naar hun eigen Nederlandstalige parochie willen, in plaats daarvan niet alleen in Waalse maar ook in een Nederlandse buurgemeente ter kerke gaan. Alleen in Remersdaal gaat men ertoe over de kerktaal zelf te wijzigen van Nederlands in Frans.

### Sociaal-culturele gevolgen
Na verloop van tijd komen de twee groepen steeds meer tegenover elkaar te staan, vooral nadat in 1977 de zes gemeenten in de Voerstreek, in het kader van de gemeentelijke herindelingen in België, worden samengevoegd tot één gemeente Voeren. In de nieuwe gemeenteraad worden eind 1976 slechts twee partijen gekozen: het Luiksgezinde Retour à Liège (RAL, 'Terug naar Luik') met 63% van de stemmen en het Vlaamsgezinde Voerbelangen met 37% van de stemmen.
Ook sociologisch en taalkundig voltrekt zich een scheiding: de Luiksgezinde jeugd gaat naar Franstalige scholen, wordt Franstalig en richt zich op Luik en Wallonië, terwijl de Vlaamsgezinde jeugd naar Nederlandstalige scholen gaat, Nederlandstalig wordt en zich op Limburg en Vlaanderen richt. De Provincie Limburg speelt hier ook op in met de bouw van de Provinciale Secundaire School Voeren. Het Voerense dialect, nog altijd de lingua franca, wordt onder de jongere generaties steeds minder gesproken. Tegenwoordig spreken vooral autochtone bewoners ouder dan vijftig jaar nog Limburgs. De instroom van Nederlanders vanaf de jaren negentig heeft hierin enige verandering gebracht, daar zij doorgaans uit het zuiden van Nederlands Limburg komen, waar nog door het overgrote deel van de bevolking Limburgs wordt gesproken. De Nederlandse overheid heeft de Limburgse dialecten overigens als regionale taal erkend onder het Europees Handvest, in tegenstelling tot België, dat inzake erkenning een negatief advies van de Taalunie volgt.

### Tweede fase: 1980-1999

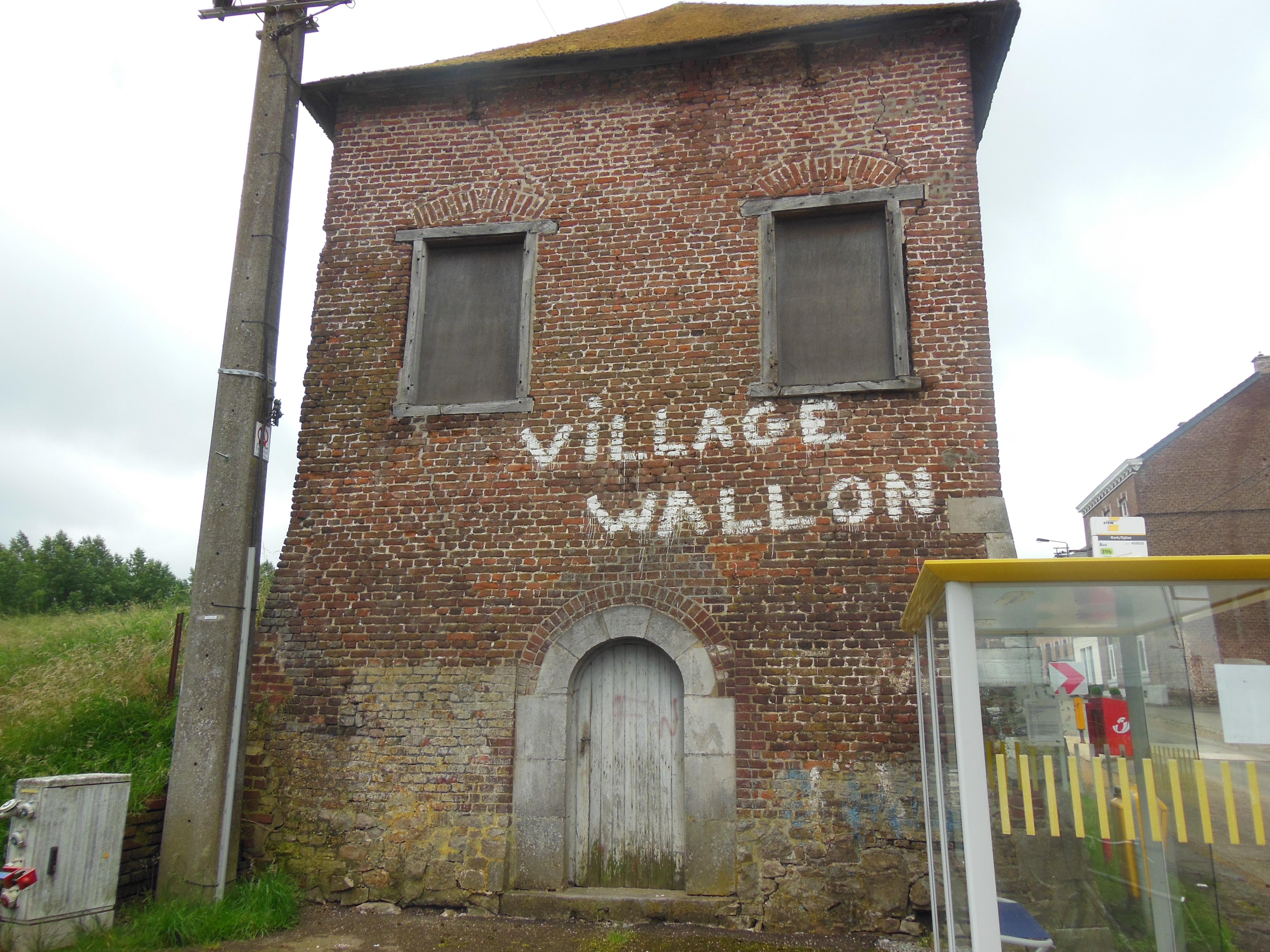
"Village Wallon" staat anno 2016 nog steeds op een gebouw in Remersdaal.

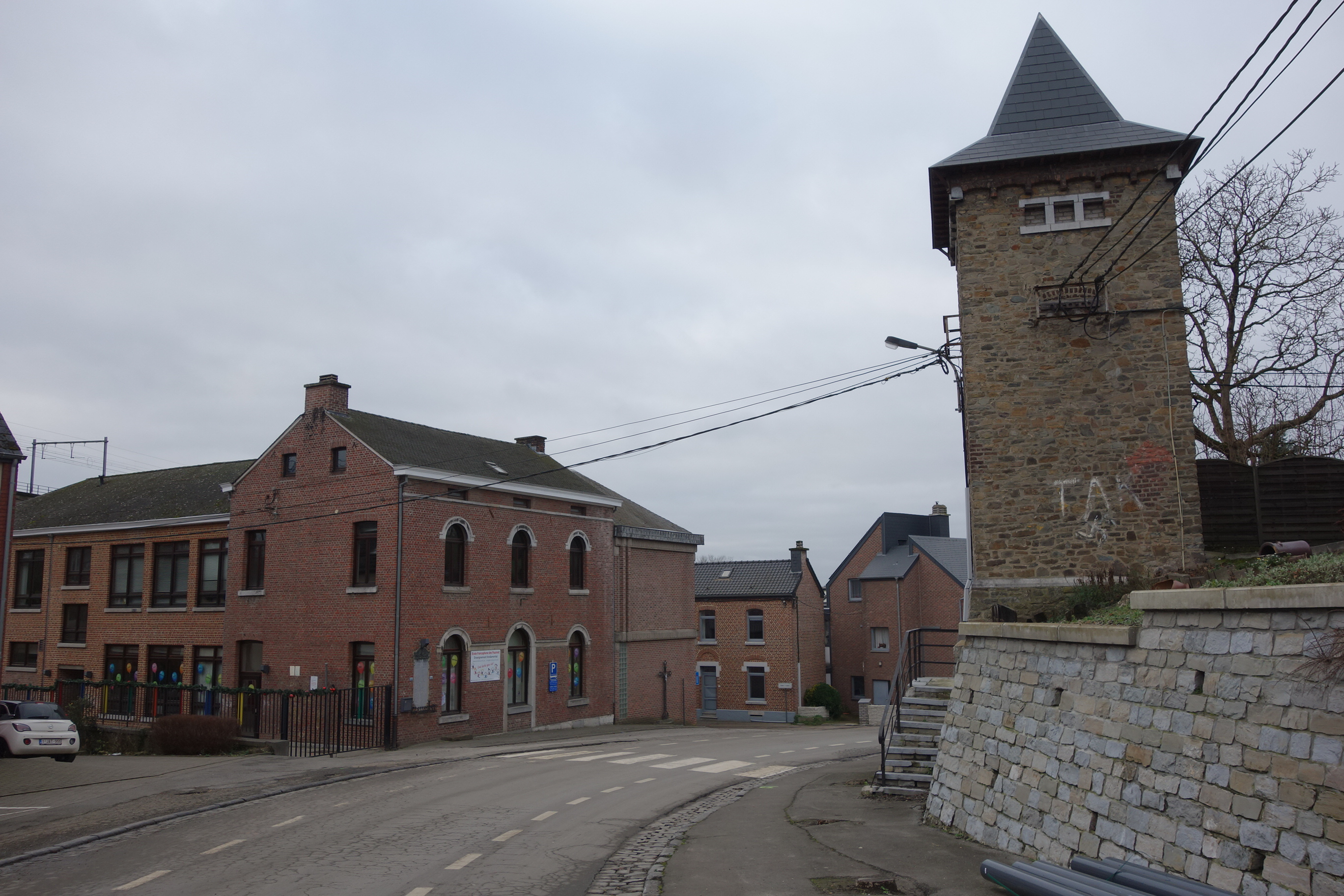
Graffiti van "TAK" anno 2024 tegenover de Franstalige school in Sint-Martens-Voeren.

De gespannen verhoudingen tussen Vlaamsgezinden en Luiksgezinden leiden vanaf het einde van de jaren zeventig tot een aaneenschakeling van conflictsituaties. Diverse veldslagen worden uitgevochten tussen jongeren uit beide kampen, daarin gesteund door Vlaamse milities (vooral leden van de Vlaamse Militanten Orde en het Taal Aktie Komitee) en Walen (milities van José Happart) van buiten Voeren, en de politie. Nadat een Waalse herbergier een aantal Vlaamse demonstranten met een karabijn had beschoten, braken zware straatgevechten uit. Op 21 oktober 1979 probeerden leden van de Vlaamse Militanten Orde opnieuw een 'wandeltocht' te organiseren, maar de politie joeg hen met traangas en wapenstok uiteen en pakte ongeveer 60 van hen op. De regionale regering reageerde met een samenscholingsverbod, de instelling van een avondklok en het tijdelijk uitroepen van de noodtoestand. Op 8 maart 1980 vuurde forellenkweker Joseph Snoeck op een groep Vlaamse betogers die zijn "Rétour à Liège"-vlag uit zijn huis wilden verwijderen. Ze sloegen nadien zijn huis kort en klein.
De problemen escaleren in de jaren tachtig zelfs tot op nationaal niveau als de aanvoerder van de Luiksgezinde jongeren, de Waalse fruitteler José Happart, in 1982 de gemeenteraadsverkiezingen wint en als burgemeester voorgedragen wordt. Happart voldoet niet aan de wettelijke vereiste Nederlands te spreken, noodzakelijk om een Vlaamse gemeente te besturen, maar wordt toch benoemd, onder de belofte binnen een jaar Nederlands te zullen leren en een taalexamen af te leggen. Als een jaar later blijkt dat hij zich niet aan de afspraken heeft gehouden en blijft weigeren Nederlands te spreken, besluit het provinciebestuur hem af te zetten als burgemeester. Hiertegen worden jarenlange bezwaarprocedures gevoerd, die allemaal worden afgewezen. Ondertussen blijft Happart echter de facto burgemeester en ook als zodanig optreden in het openbaar. Hierdoor komt de kwestie-Happart uiteindelijk in 1987 bij de regering te liggen, die door interne tegenstellingen tussen Vlamingen en Walen geen overeenstemming weet te bereiken en ontslag moet nemen.
Na de gemeenteraadsverkiezingen van 1988 wordt de Luiksgezinde Nico Droeven, die als autochtone Voerenaar wel Nederlands spreekt, burgemeester van Voeren. In ruil voor het vertrek van Happart hebben de Voerenaars de mogelijkheid gekregen om bij federale en Europese verkiezingen hun stem uit te brengen in de Waalse buurgemeente Aubel, op Waalse lijsten. Na de verkiezingen van 1994 - de stemverhoudingen zijn intussen verschoven tot 55% voor Retour à Liège en 45% voor Voerbelangen - volgt de eveneens meertalige José Smeets Droeven op. Ditmaal wordt in ruil voor het wegblijven van Happart een Franstalig cultureel centrum opgericht. Tevens wordt de regel ingevoerd dat in de faciliteitengemeenten Voeren, Komen-Waasten en in de Brusselse rand het schepencollege een afspiegeling van de gemeenteraad moet vormen, waardoor Voerbelangen recht krijgt op een schepen. Deze krijgt echter door de RAL-meerderheid nauwelijks bevoegdheden toegewezen. De bestuursperioden van RAL kenmerken zich verder door onwil om met de Vlaamse overheid samen te werken. Tevens komt het gemeentebestuur telkens opnieuw in het nieuws door symbolische acties, zoals de weigering op de Vlaamse feestdag aan het gemeentehuis de Vlaamse vlag uit te hangen.

### Nederlandse invloed
De gemeenteraadsverkiezingen van 8 oktober 2000 betekenen een omslag in de Voerense politieke geschiedenis. Het Vlaamse Voerbelangen behaalt met 53% van de stemmen voor het eerst de meerderheid in de gemeenteraad. Dit heeft de partij te danken aan de steun van vele Voerenaars met de Nederlandse nationaliteit die woonachtig zijn in de gemeente (17% van de bevolking in 2000). Zij krijgen bij deze gemeenteraadsverkiezingen voor het eerst actief en passief stemrecht dankzij nieuwe Europese regelgeving, die bepaalt dat EU-burgers in elke lidstaat mee moeten kunnen stemmen bij de lokale verkiezingen. In Voeren betreft het vooral personen die sinds jaar en dag in Voeren wonen maar om allerlei redenen de Nederlandse nationaliteit hebben, aangevuld met een kleinere groep die vanaf begin jaren negentig mede vanwege de lagere grond- en huizenprijzen in de gemeente zijn komen wonen. Zij stemmen als Nederlandstaligen in overgrote meerderheid op het Vlaamse Voerbelangen. Ook in de verhouding tussen Belgische Nederlands- en Franstaligen vindt er een verschuiving plaats. Voor de raad van het Openbaar Centrum voor Maatschappelijk Welzijn (OCMW), die in Voeren eveneens rechtstreeks wordt verkozen, blijft de meerderheid met 52% nipt in handen van Retour à Liège. Bij deze verkiezing mogen EU-burgers namelijk niet meestemmen.
Een half jaar na de verkiezingen wordt de lijsttrekker van Voerbelangen, Huub Broers, de eerste Vlaamsgezinde burgemeester van Voeren. Leden van de partij Retour à Liège willen de verkiezingen ongeldig laten verklaren omdat de Vlaamse vereniging Marnixring de verkiezingen zou hebben willen beïnvloeden door het uitdelen van cadeautjes aan Nederlanders, waaronder een gratis abonnement op het dagblad Het Belang van Limburg. De bezwaren worden echter verworpen.

### Actuele ontwikkelingen
Sinds het aantreden van de Vlaamsgezinde meerderheid blijft het opvallend rustig in Voeren. Het laatste grote incident dateert van 2001, toen de nieuwe Vlaamse meerderheid voorstelde sociale woningen te verkopen om de gemeentebegroting op orde te krijgen. Deze worden vooral bewoond door Walen, die in het verleden werden gestimuleerd in Voeren te komen wonen. Onder druk van de publieke opinie gaat de verkoop uiteindelijk niet door.
Het veranderde politieke klimaat blijkt ook uit het stemgedrag. Bij de federale en Europese verkiezingen (in 2003 en 2004) ligt de opkomst in Voeren voor het eerst boven de 50% en maken dus minder dan de helft van de Voerenaars gebruik van de mogelijkheid in de buurgemeente Aubel te stemmen. Ondertussen is ook het percentage Nederlanders verder gestegen, tot ruim 23% in 2006.
Dit vertaalt zich bij de gemeenteraadsverkiezingen van 8 oktober 2006: Voerbelangen behaalt wederom een grote overwinning met 60,8% van de stemmen. De Luiksgezinde lijst, omgedoopt tot Retour @ Libertés, behaalt slechts 39,2%. De zetelverdeling in de gemeenteraad verschuift daardoor van 8 tegen 7 naar 9 tegen 6. Voerbelangen komt zelfs maar twaalf stemmen tekort voor een tiende zetel. Bij de rechtstreekse OCMW-raadsverkiezing behaalt Voerbelangen voor het eerst de meerderheid: 51,4% en vijf zetels, tegenover 48,6% en vier zetels voor Retour @ Libertés. Voerbelangen behaalt nu dus ook een kleine meerderheid onder de Belgen die in Voeren wonen, een gevolg van de demografische ontwikkelingen.
Op 15 december 2006 stelde de Vlaamse regering in een ontwerpbesluit voor de Franstalige benamingen van alle Vlaamse gemeenten en deelgemeenten af te schaffen. Hierdoor zouden, ook in de faciliteitengemeente Voeren, de Franse namen van de dorpen en de gemeente van de plaatsnaamborden, wegwijzers en gemeentelijke documenten verdwijnen. Op 14 februari 2007 gaf de Raad van State echter een negatief advies. Het is nog niet duidelijk wat de gevolgen hiervan zijn voor het besluitvormingsproces. Wel wordt de bestaande faciliteitenwetgeving door de Vlaamse overheden al steeds strikter toegepast, zoals blijkt uit de omzendbrieven-Peeters (1997) en -Keulen (2003).
In Voeren zelf zal het gemeentebestuur begin 2008 nieuwe straatnamen en huisnummers invoeren. Dit blijkt noodzakelijk vanwege de vele dorpsstraten, kerkpleinen en andere standaardnamen in de gemeente, een overblijfsel uit de tijd voor de herindeling, toen de verschillende dorpen nog onafhankelijk waren. In de huidige gemeente Voeren veroorzaken deze dubbele namen onnodig veel verwarring voor navigatiesystemen in het algemeen en post- en nooddiensten in het bijzonder. De nieuwe straatnamen grijpen zo veel mogelijk terug op oude veldnamen en namen die in de volksmond gebruikelijk zijn.
In oktober 2007 ontstond opnieuw beroering in de gemeenteraad toen R@L, in navolging van enkele Franstalige partijen in de Brusselse Rand, in een motie verzocht Frans te mogen spreken tijdens gemeenteraadsvergaderingen. De Belgische taalwetten schrijven echter voor dat de bestuurstaal gebruikt wordt, in Voeren het Nederlands. De Limburgse provinciegouverneur Steve Stevaert gaf later aan dat het spreken van het Platdiets (Plattdütsch) wel toegestaan is voor zover het deel uitmaakt van de Nederlandse dialecten. In februari 2008 stelde Marino Keulen, de bevoegde minister, dat het Plattdütsch een dialect is en derhalve niet gesproken mag worden tijdens de gemeenteraadsvergaderingen.
Bij de gemeenteraadsverkiezingen van 2012 stemde in Voeren 63% op de enige Nederlandstalige partij, en 37% op de enige Franstalige partij. In 1976 werden die percentages ook gehaald, alleen haalde toen de enige Franstalige partij nog 63% en de enige Nederlandstalige maar 37% van de stemmen, precies omgekeerd. De laatste 5 jaar is het aandeel Nederlanders in de Voerstreek redelijk constant gebleven, maar mondjesmaat zijn voornamelijk Franstalige jongeren uit de Voerstreek op zoek gegaan naar woningen in het Waalse gebied. Dit zorgt voor een vooralsnog blijvende tendens in een procentuele toename van Nederlandstaligen in de Voerstreek.
Uit de Lokale inburgerings- en integratiemonitor van de gemeente Voeren blijkt dat in 2011 van het in Voeren genoten onderwijs 80% van hen bestaat uit van huis uit Nederlands-taligen, en 20% uit anderstaligen (lees: Franstaligen). Kleuteronderwijs en Lageronderwijs in Voeren wordt door ongeveer 75% Nederlandstaligen (en 25% Franstaligen) gevolgd, terwijl hoger onderwijs zelfs rond de 85% Nederlandstaligen (en slechts 15% Franstaligen) kent.
Al bij al is een duidelijke achteruitgang van het Frans en tevens een duidelijke sprong voorwaarts voor het Nederlands te constateren uit zowel de Gemeenteraadsverkiezingen van de afgelopen 15 jaar als ook uit de onderwijscijfers van het jaar 2011 die nog maar zeer lage percentages van huis uit Franstaligen kent (minder dan 25%) ten opzichte van meer dan 75% van huis uit Nederlandstaligen.
In 2023 ontstond een nieuwe tweetalige partij, Voerens Alternatief, die zich uitdrukkelijk afzet tegen het idee van taalstrijd..